# Zbigniew Piątek
Pour les articles homonymes, voir Piatek.
Zbigniew Piątek, né le 1er mai 1966 à Kielce, est un coureur cycliste polonais. Professionnel de 1994 à 2005, il a notamment remporté le Tour de Pologne en 1987.

## Palmarès
- 1987
  - Tour de Pologne :
    - Classement général
    - 2e étape (contre-la-montre par équipes)
- 1988
  - 2e du Tour du Loir-et-Cher
- 1989
  - Małopolski Wyścig Górski
- 1990
  - 7e étape du Tour de Basse-Saxe
  - 2e du Tour de Basse-Saxe
- 1992
  - 3e du championnat de Pologne sur route
  - 3e de la Semaine cycliste lombarde
- 1993
  - Grand Prix Brissago
  - 3e du Tour du Roussillon
- 1997
  - Grand Prix de Buchholz
  - 3e du Bałtyk-Karkonosze Tour
- 1998
  - Małopolski Wyścig Górski
- 1999
  - Tatras Cup
  - 2e du Tour d'Argentine
  - 3e du Circuit des mines
- 2000
  - 2e du championnat de Pologne sur route
- 2001
  - Małopolski Wyścig Górski
    - Classement général
    - 3e étape

  - 10e et 12e (contre-la-montre par équipes) étapes du Herald Sun Tour
  - 2e de Lubelski Wyścig 3-Majowy
  - 2e du championnat de Pologne sur route
  - 2e du Mémorial Henryk Łasak
  - 2e du Herald Sun Tour
  - 2e du Tour de Beauce
- 2002
  - Wyścig Pasmen Gor Swietokryskich
  - 3e étape du Giro del Capo
  - 3e du Szlakiem Grodów Piastowskich
  - 2e de la Course de la Solidarité olympique
  - 2e du Grand Prix Weltour
- 2003
  - Tour de Bohême :
    - Classement général
    - 4e étape

  - Pomorski Klasyk
  - 2e du championnat de Pologne sur route
- 2005
  - Szlakiem Grodów Piastowskich :
    - Classement général
    - 2e étape

## Classements mondiaux
| Année           | 2005 |
| --------------- | ---- |
| UCI Europe Tour | 176e |